# Ronde van Vlaanderen 2012/Startlijst
Onderstaand het deelnemersveld van de 96e Ronde van Vlaanderen verreden op 1 april 2012. De Belg Tom Boonen (Omega Pharma–Quick-Step) kwam in Oudenaarde als winnaar over de streep. Deze editie van de Ronde was de eerste die aankwam in Oudenaarde. In 2011 besliste organisator Flanders Classics af te zien van Meerbeke, deelgemeente van Ninove, als aankomst van de Ronde. Meerbeke was dat al geweest sinds 1973. De vijfentwintig deelnemende ploegen konden acht renners selecteren. De Belg Nick Nuyens (Saxo Bank–Tinkoff), de winnaar van de vorige editie, verdedigde zijn titel niet.

## Ploegen
| K = Kopman | DNF = Niet uitgereden | Vb. = Nationale kampioen op de weg 2011 |

### Saxo Bank
1.  Matteo Tosatto

2.  Jonas Aaen Jørgensen

3.  Kasper Klostergaard DNF

4.  Karsten Kroon

5.  Anders Lund

6.  Jarosław Marycz

7.  Michael Mørkøv DNF

8.  Luke Roberts

### BMC Racing Team
11.  Philippe Gilbert  K

12.  Alessandro Ballan 

13.  Michael Schär

14.  George Hincapie

15.  Thor Hushovd

16.  Greg Van Avermaet

17.  Marcus Burghardt

18.  Manuel Quinziato DNF

### Omega Pharma–Quick-Step
21.  Tom Boonen K 

22.  Sylvain Chavanel 

23.  Dries Devenyns

24.  Nikolas Maes DNF

25.  Gert Steegmans DNF

26.  Niki Terpstra

27.  Matteo Trentin DNF

28.  Stijn Vandenbergh

### Lotto Belisol
31.  Gaëtan Bille DNF

32.  Sander Cordeel DNF

33.  Jens Debusschere K

34.  Kenny Dehaes DNF

35.  Jonas Van Genechten DNF

36.  Gert Dockx

37.  Marcel Sieberg

38.  Frederik Willems DNF

### Sky Pro Cycling
41.  Edvald Boasson Hagen K

42.  Bernhard Eisel

43.  Juan Antonio Flecha

44.  Matthew Hayman

45.  Jeremy Hunt DNF

46.  Christian Knees

47.  Ian Stannard

48.  Christopher Sutton DNF

### AG2r–La Mondiale
51.  Manuel Belletti

52. — 

53.  Kristof Goddaert

54.  Gregor Gazvoda DNF

55.  Romain Lemarchand DNF

56.  Sébastien Minard

57.  Lloyd Mondory

58.  Steve Houanard DNF

### Orica GreenEDGE
61.  Matthew Goss K DNF

62.  Baden Cooke DNF

63.  Sebastian Langeveld DNF

64.  Jens Keukeleire

65.  Stuart O'Grady DNF

66.  Svein Tuft 

67.  Tomas Vaitkus

68.  Matthew Wilson DNF

### Astana
71.  Assan Bazajev

72.  Borut Božič DNF

73.  Dmitri Groezdev

74.  Jacopo Guarnieri DNF

75.  Maksim Iglinski

76.  Valentin Iglinski DNF

77.  Dmitri Moeravjov DNF

78.  Simone Ponzi DNF

### Euskaltel–Euskadi
81.  Pierre Cazaux DNF

82.  Ricardo García DNF

83.  Peio Bilbao

84.  Miguel Mínguez DNF

85.  Alan Pérez DNF

86.  Rubén Pérez

87.  Adrián Sáez DNF

88.  Pablo Urtasun DNF

### FDJ–Big Mat
91.  William Bonnet K DNF

92.  David Boucher

93.  Steve Chainel

94.  Anthony Geslin DNF

95.  Mathieu Ladagnous

96.  Frédéric Guesdon

97.  Mickaël Delage

98.  Dominique Rollin

### Katjoesja
101.  Aleksandr Porsev DNF

102.  Xavier Florencio

103.  Óscar Freire K

104.  Maxime Vantomme

105.  Vladimir Isajtsjev

106.  Alexander Kristoff 

107.  Aljaksandr Koetsjynski 

108.  Luca Paolini

### Lampre–ISD
111.  Daniele Righi DNF

112.  Manuele Mori

113.  Vitalij Boets DNF

114.  Davide Cimolai DNF

115.  Massimo Graziato DNF

116.  Danilo Hondo K

117.  Joeri Krivtsov DNF

118.  Davide Vigano DNF

### Liquigas–Cannondale
121.  Peter Sagan  K

122.  Maciej Bodnar

123.  Mauro Da Dalto DNF

124.  Fabio Sabatini

125.  Ted King

126.  Kristjan Koren DNF

127.  Alan Marangoni DNF

128.  Daniel Oss

### Movistar
131.  Andrey Amador

132.  Imanol Erviti

133.  Jesús Herrada DNF

134.  Ignatas Konovalovas DNF

135.  Pablo Lastras

136.  José Iván Gutiérrez DNF

137.  Francisco Ventoso DNF

138.  Giovanni Visconti  DNF

### Rabobank
141.  Lars Boom K DNF

142.  Jos van Emden DNF

143.  Matti Breschel

144.  Tom Leezer DNF

145.  Bram Tankink

146.  Maarten Tjallingii DNF

147.  Dennis van Winden

148.  Maarten Wynants

### Garmin–Barracuda
151.  Tyler Farrar

152.  Heinrich Haussler

153.  Andreas Klier

154.  Martijn Maaskant DNF

155.  Jack Bauer

156.  Jacob Rathe

157.  Johan Vansummeren

158.  Sep Vanmarcke K

### RadioShack–Nissan
161.  Fabian Cancellara  K DNF

162.  Daniele Bennati

163.  Tony Gallopin

164.  Markel Irizar DNF

165.  Jesse Sergent DNF

166.  Jaroslav Popovytsj

167.  Hayden Roulston  

168.  Grégory Rast

### Vacansoleil
171.  Stijn Devolder DNF

172.  Kris Boeckmans

173.  Gustav Erik Larsson

174.  Björn Leukemans K

175.  Marco Marcato

176.  Wouter Mol

177.  Mirko Selvaggi DNF

178.  Lieuwe Westra DNF

### Topsport Vlaanderen–Mercator
181.  Laurens De Vreese DNF

182.  Eliot Lietaer DNF

183.  Stijn Neirynck DNF

184.  Preben Van Hecke

185.  Sven Vandousselaere DNF

186.  Pieter Vanspeybrouck DNF

187.  Pieter Jacobs

188.  Jelle Wallays DNF

### Landbouwkrediet–Euphony
191.  Frédéric Amorison DNF

192.  Koen Barbé DNF

193.  Egidijus Juodvalkis

194.  Davy Commeyne

195.  Bert De Waele K

196.  Kurt Hovelijnck DNF

197.  Baptiste Planckaert

198.  Jonathan Breyne DNF

### Accent Jobs–Veranda's Willems
201.  Leif Hoste K

202.  Andy Cappelle

203.  Arnoud van Groen DNF

204.  Kévin Van Melsen DNF

205.  Staf Scheirlinckx

206.  Stefan van Dijk DNF

207.  Rob Goris DNF

208.  James Vanlandschoot DNF

### Farnese Vini–Selle Italia
211.  Kevin Hulsmans

212.  Luca Ascani

213.  Pierpaolo De Negri DNF

214.  Francesco Failli

215.  Elia Favilli

216.  Oscar Gatto

217.  Luca Mazzanti DNF

218.  Filippo Pozzato K 

### Argos–Shimano
221.  John Degenkolb K

222.  Roy Curvers DNF

223.  Tom Dumoulin DNF

224.  Tom Veelers DNF

225.  Dominic Klemme DNF

226.  Ramon Sinkeldam DNF

227.  Tom Stamsnijder

228.  Ronan van Zandbeek DNF

### Team Europcar
231.  Thomas Voeckler K

232.  Sébastien Chavanel DNF

233.  Cyril Gautier DNF

234.  Yohann Gène DNF

235.  Vincent Jérôme

236.  Alexandre Pichot

237.  Sébastien Turgot

238.  David Veilleux

### Team Netapp
241.  Jérôme Baugnies

242.  Reto Hollenstein DNF

243.  Daniel Schorn DNF

244.  Blaž Jarc DNF

245.  Andreas Schillinger DNF

246.  André Schulze

247.  Timon Seubert DNF

248.  Michael Schwarzmann DNF

## Afbeeldingen

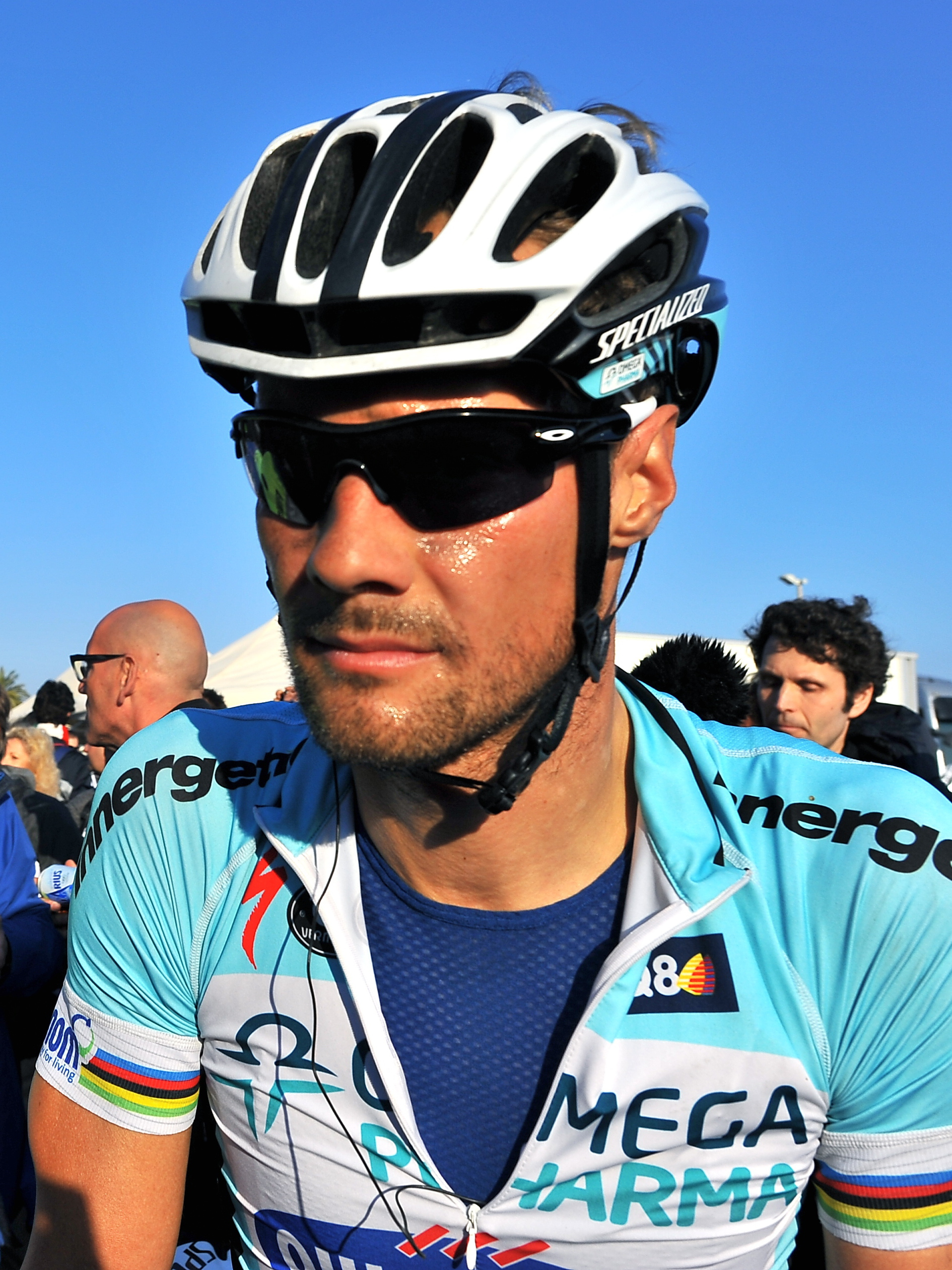
Tom Boonen, Milaan-San Remo 2012
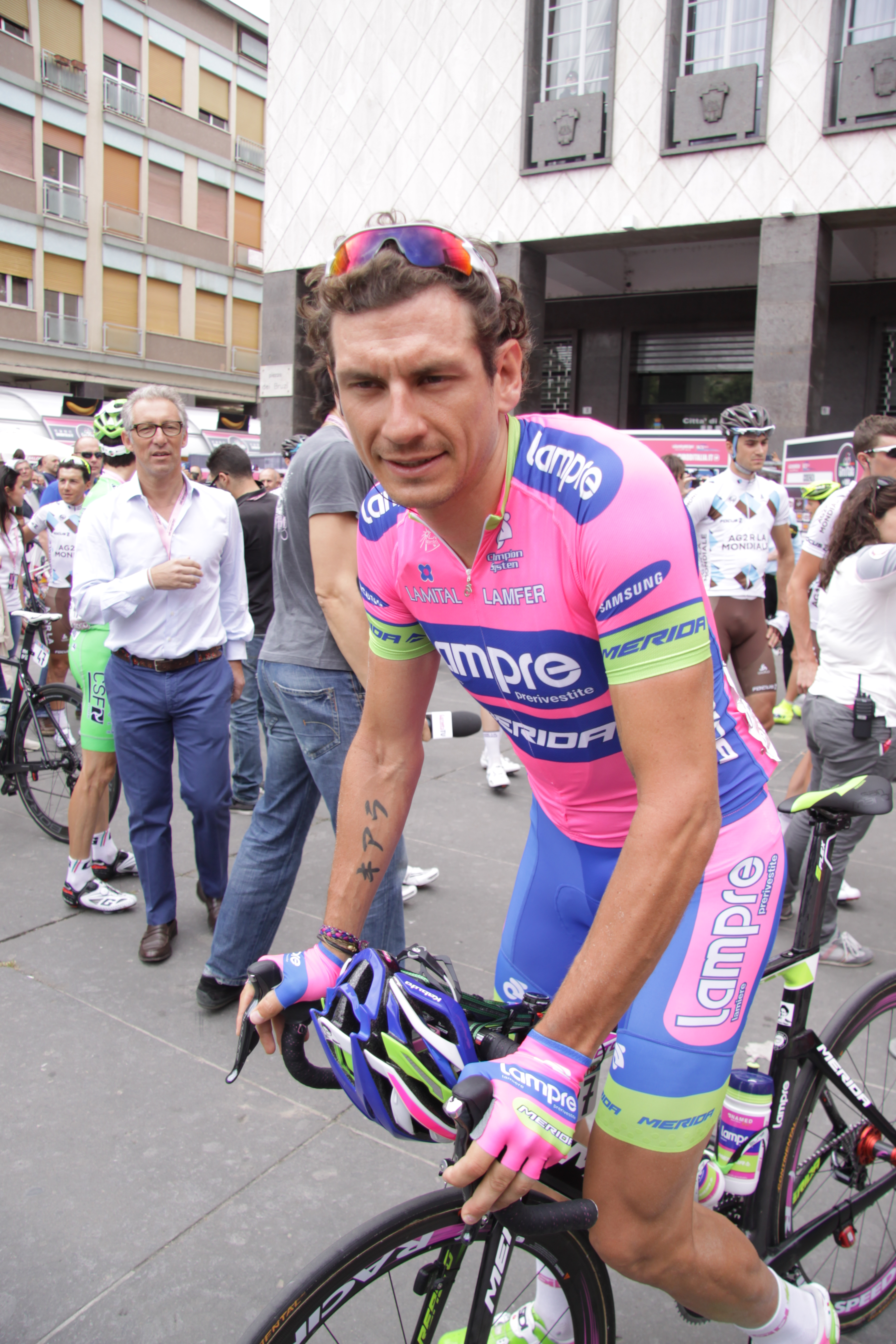
Filippo Pozzato, Ronde van Italië 2013
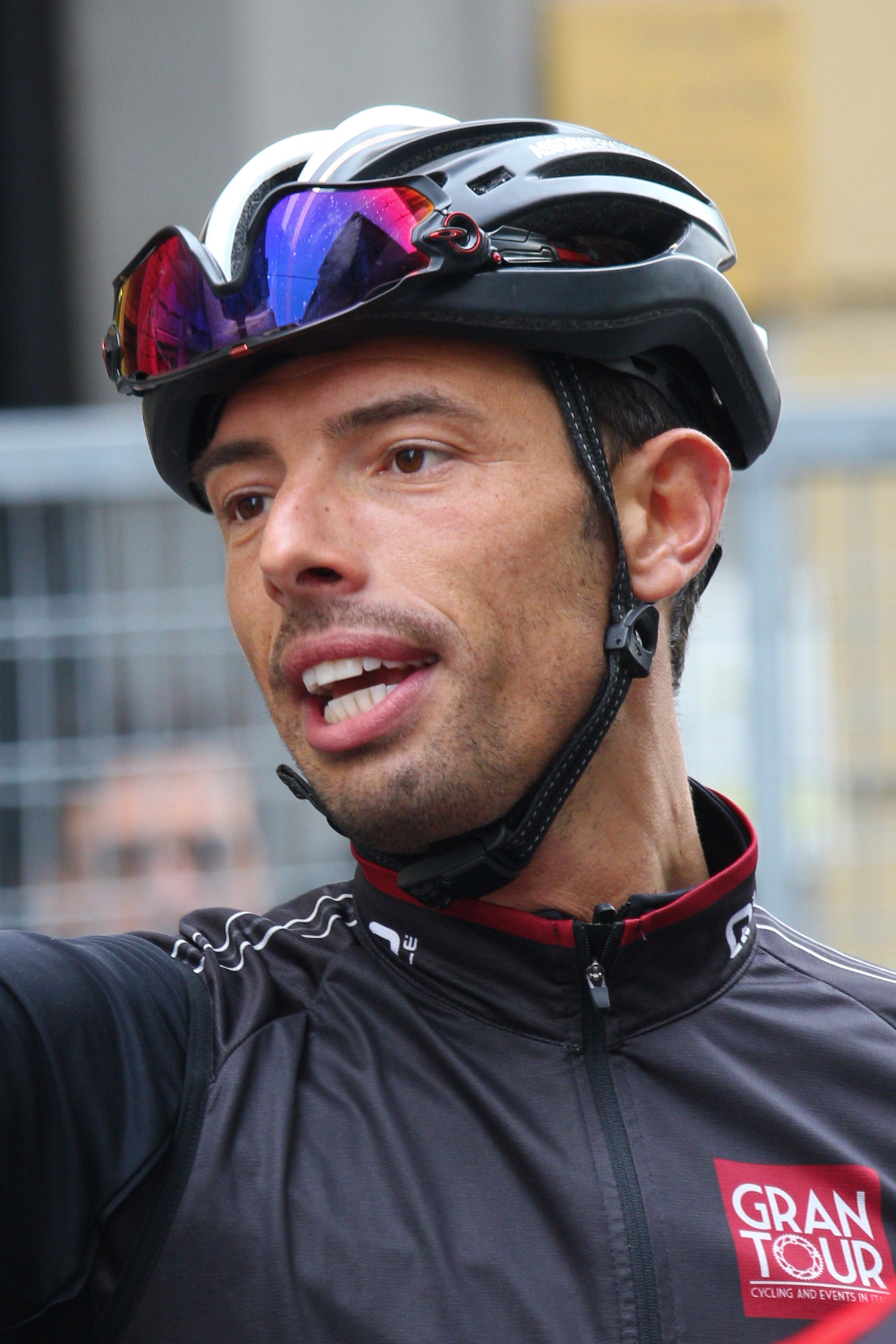
Alessandro Ballan, Milaan-San Remo 2017
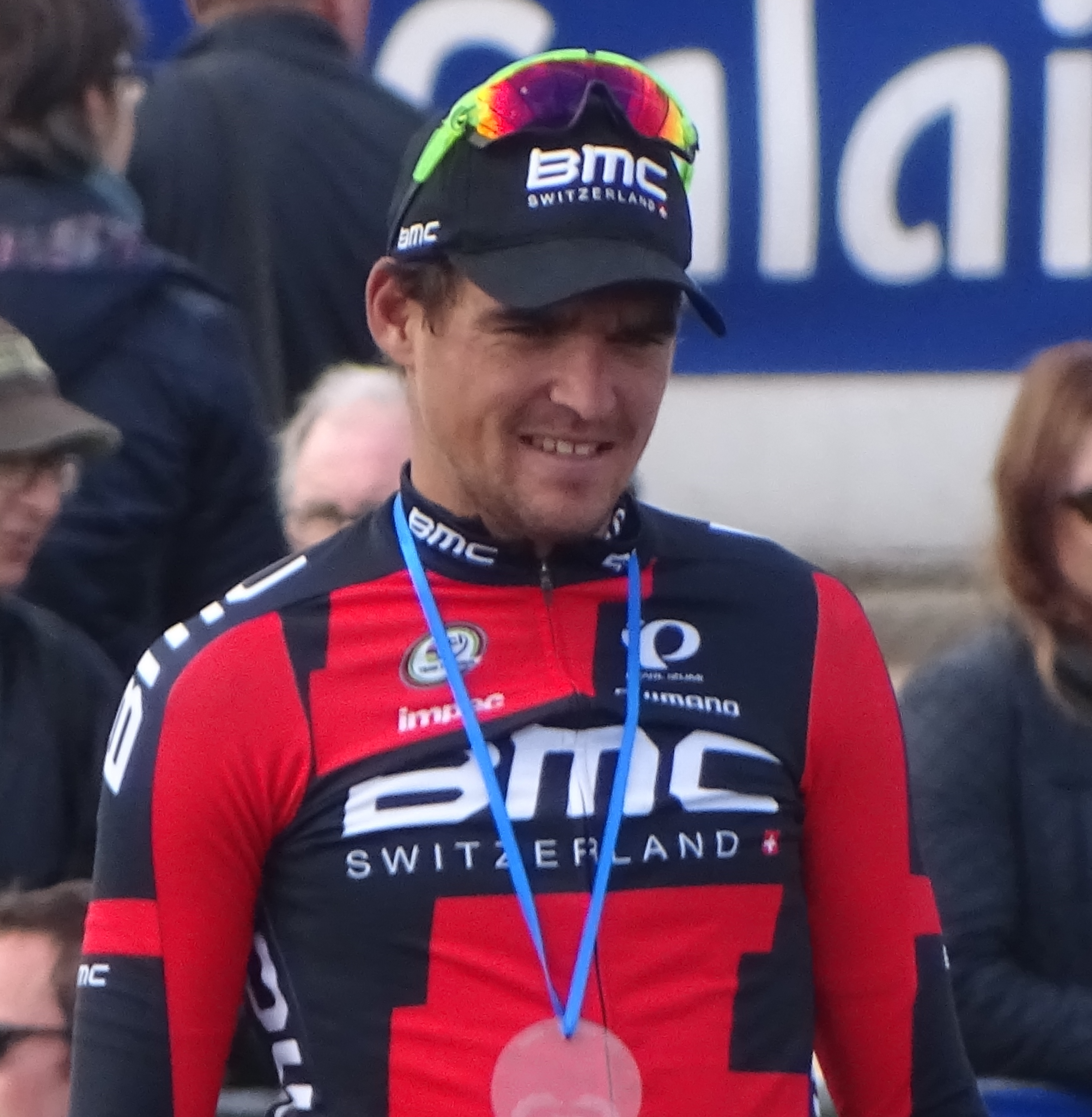
Greg Van Avermaet, Parijs-Roubaix 2015
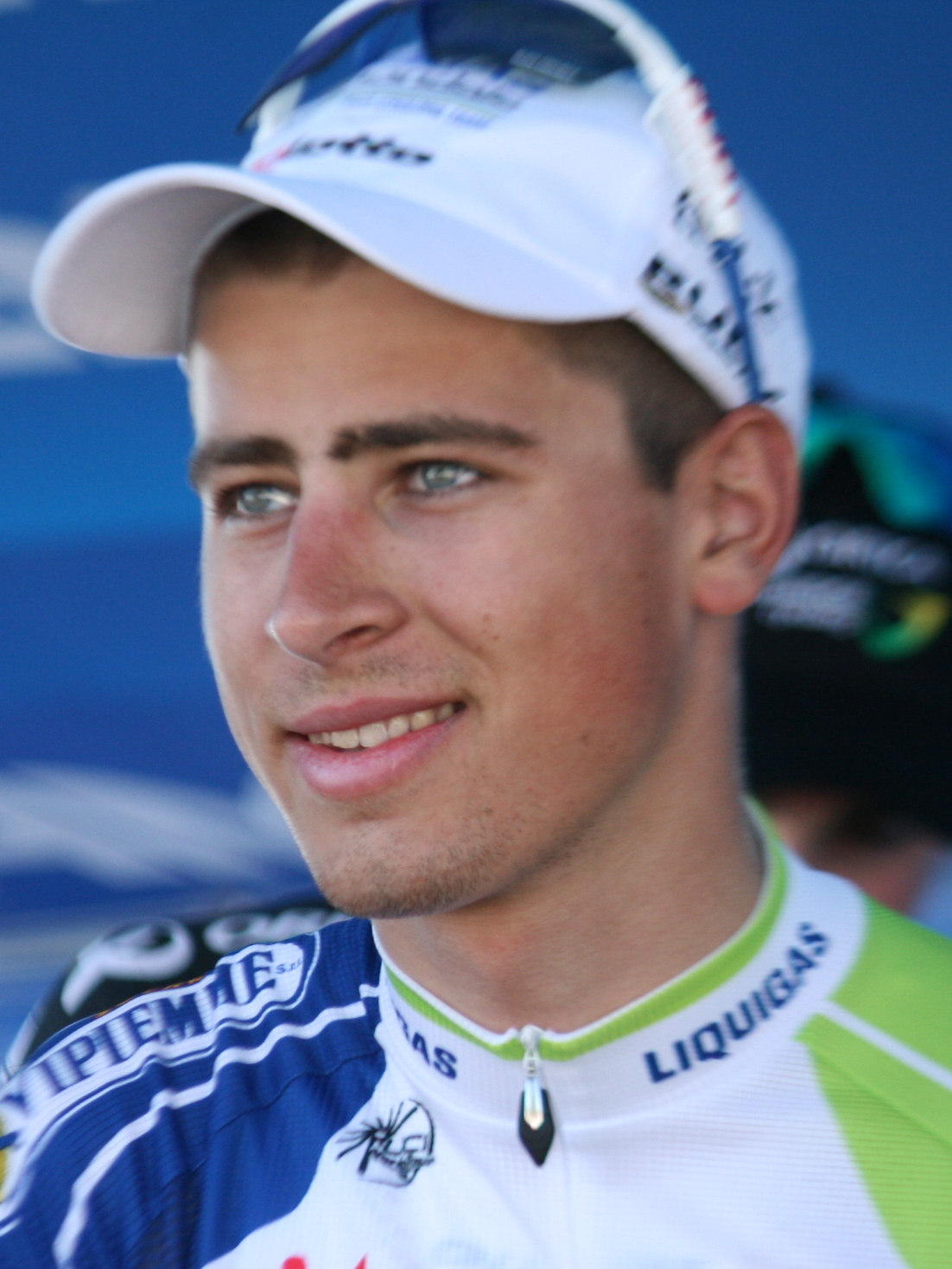
Peter Sagan, Ronde van Californië 2012
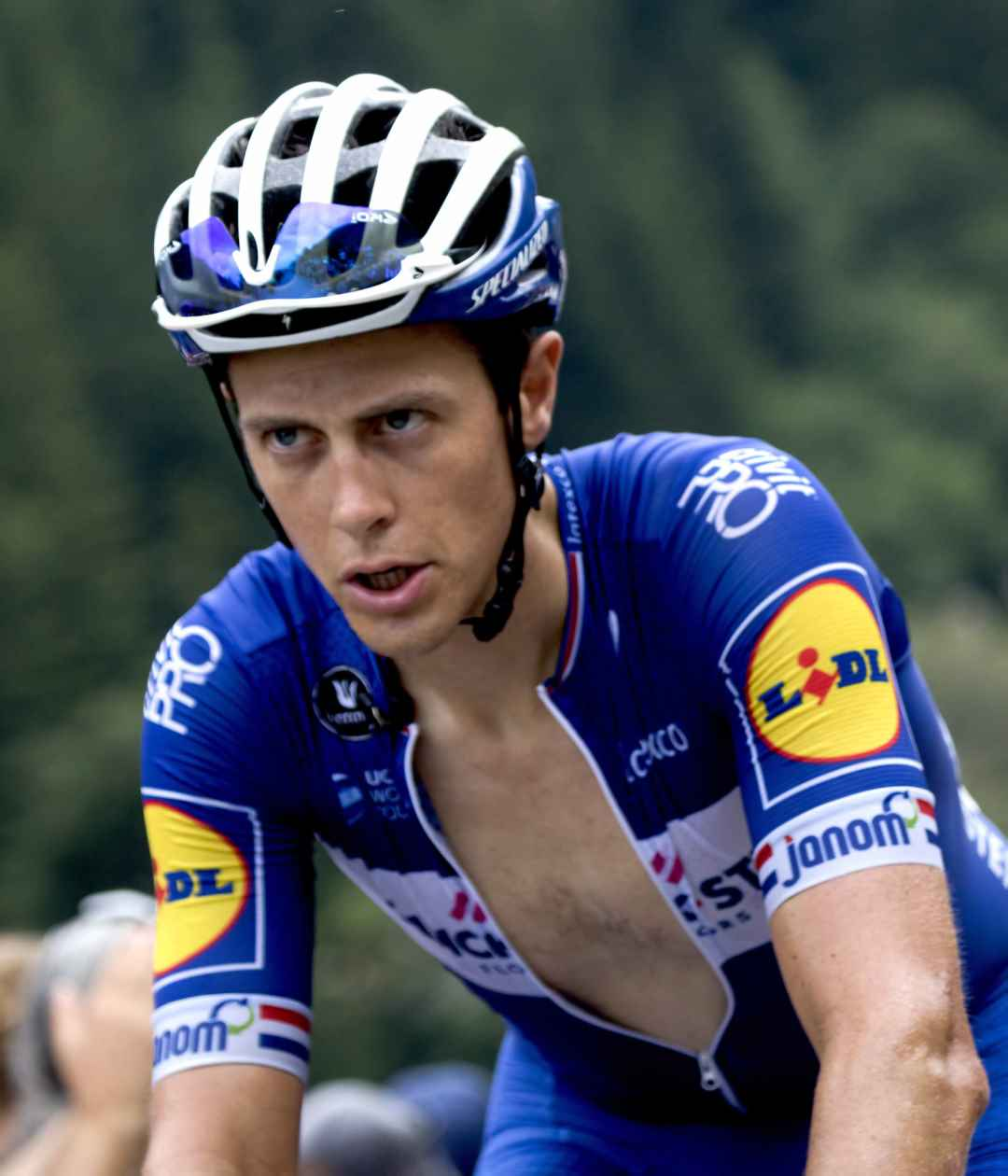
Niki Terpstra, Dwars door Vlaanderen 2014
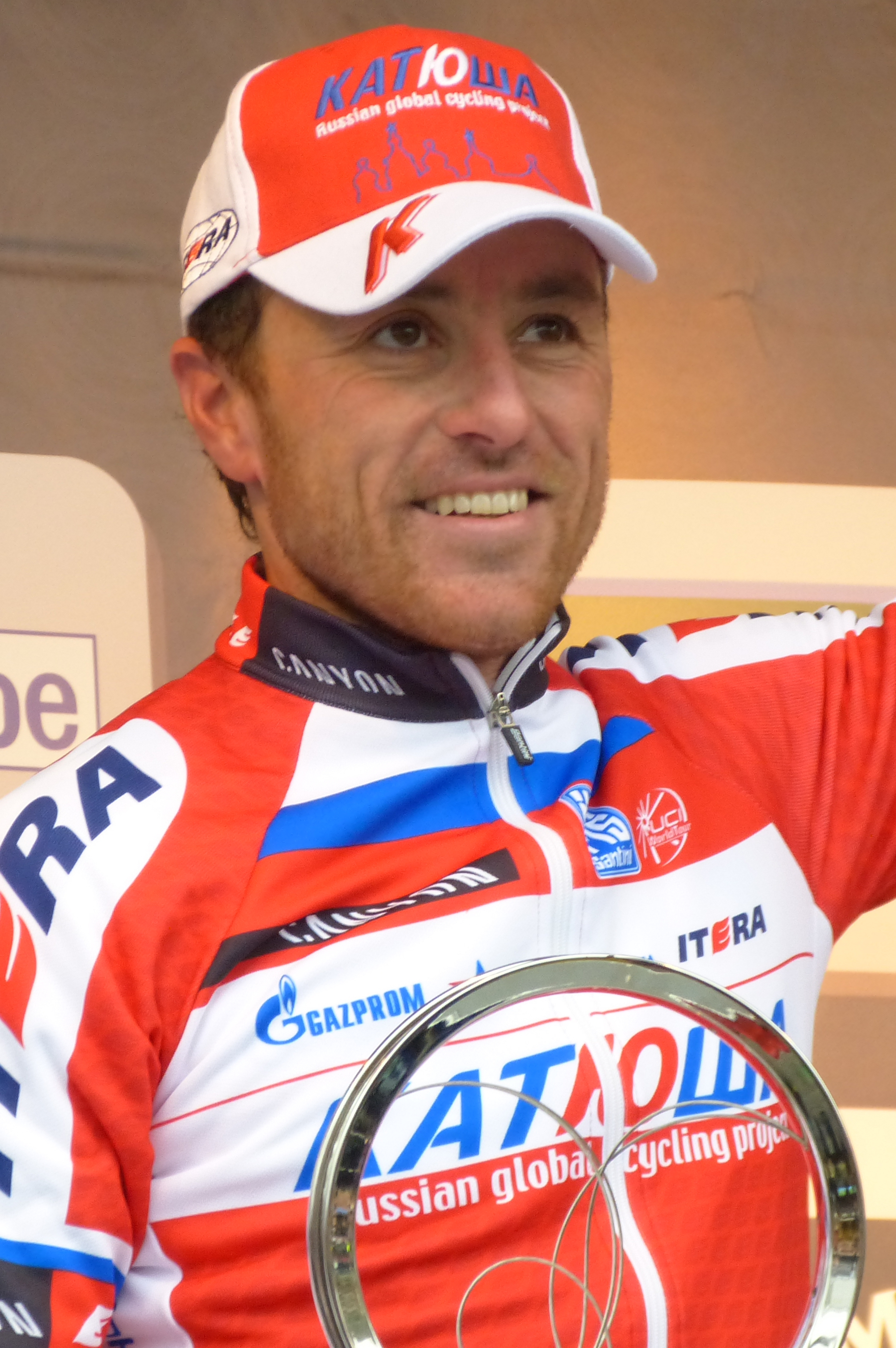
Luca Paolini, Omloop Het Nieuwsblad 2013
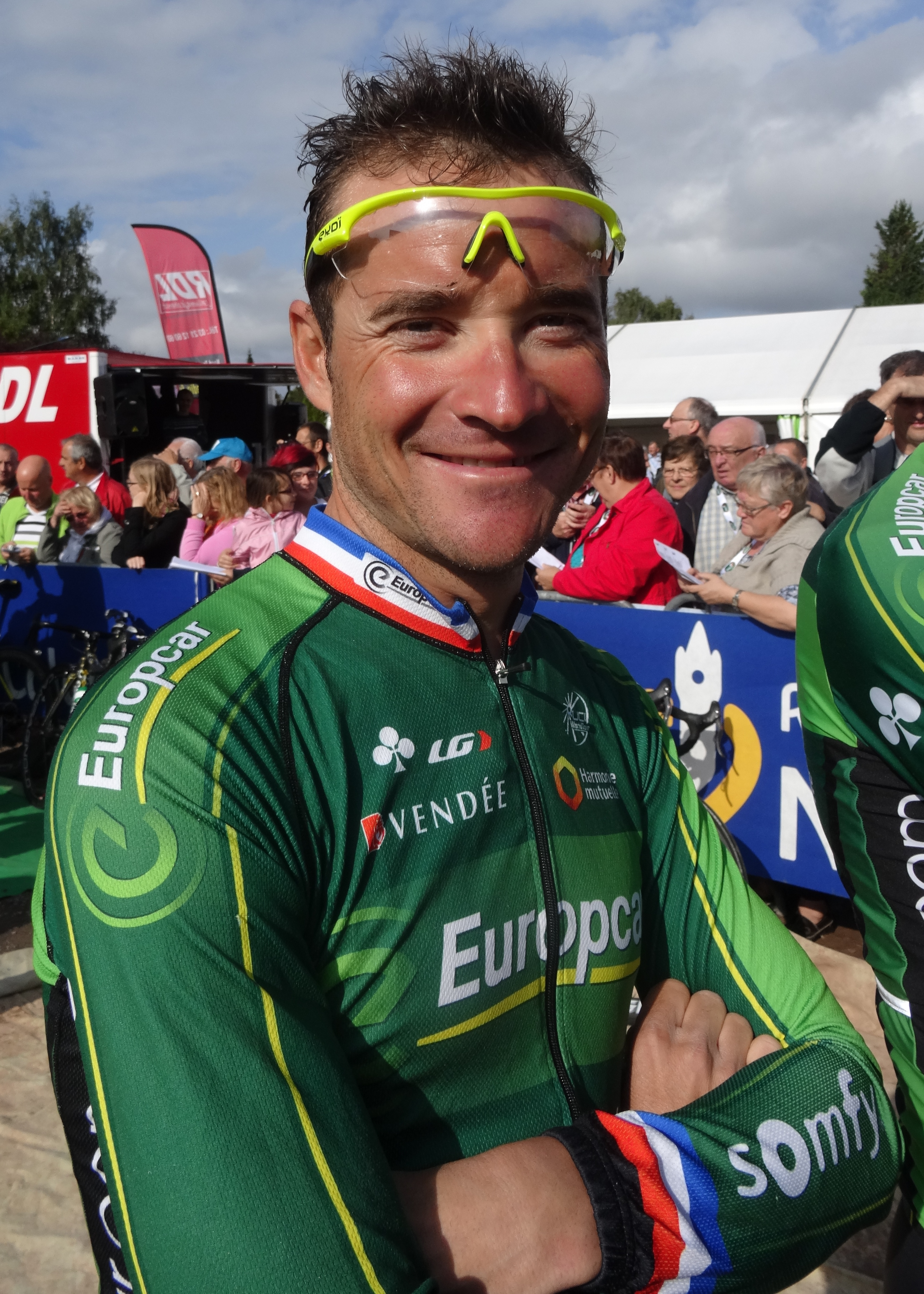
Thomas Voeckler, GP van Isbergues 2014
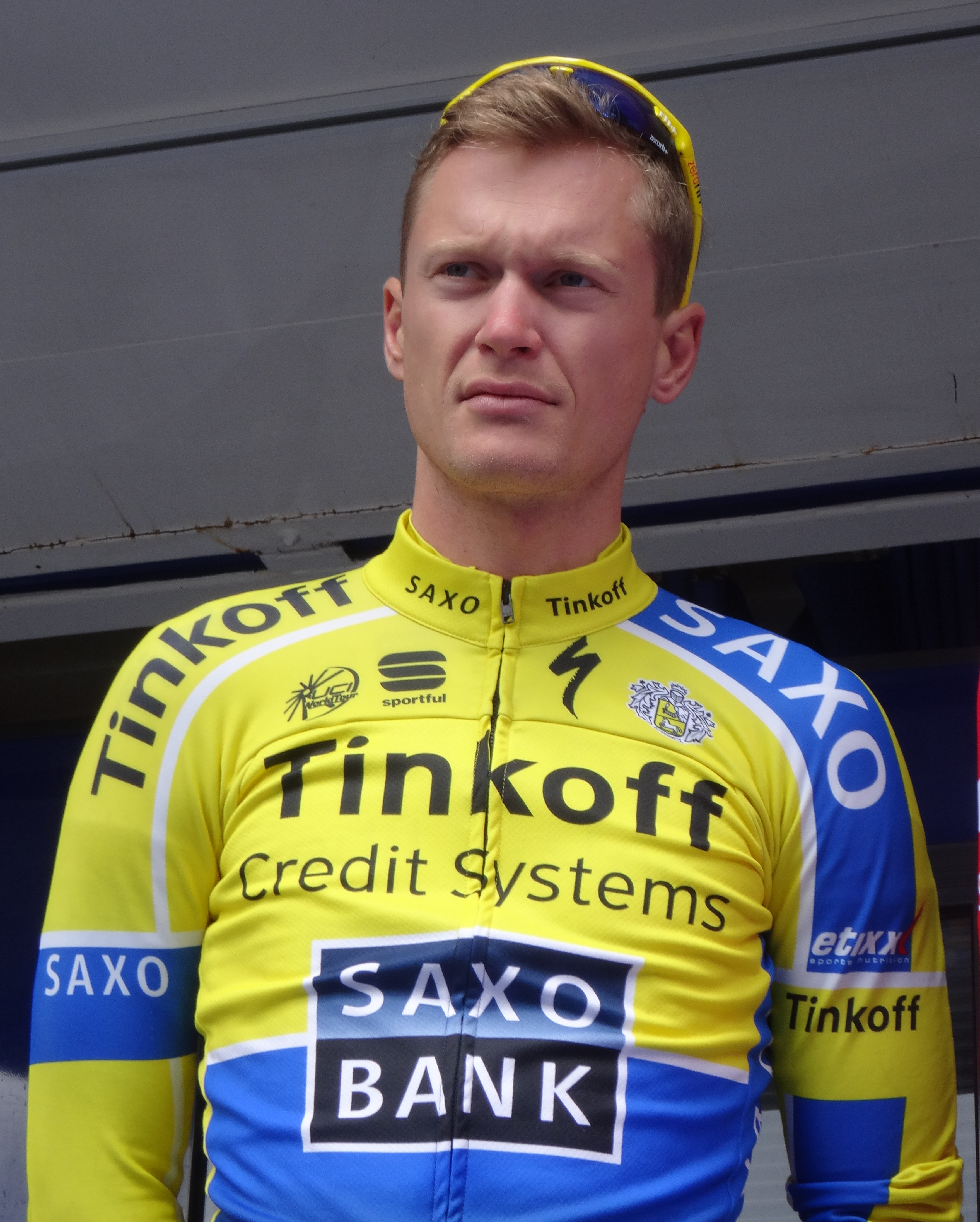
Matti Breschel, Vierdaagse van Duinkerke 2014
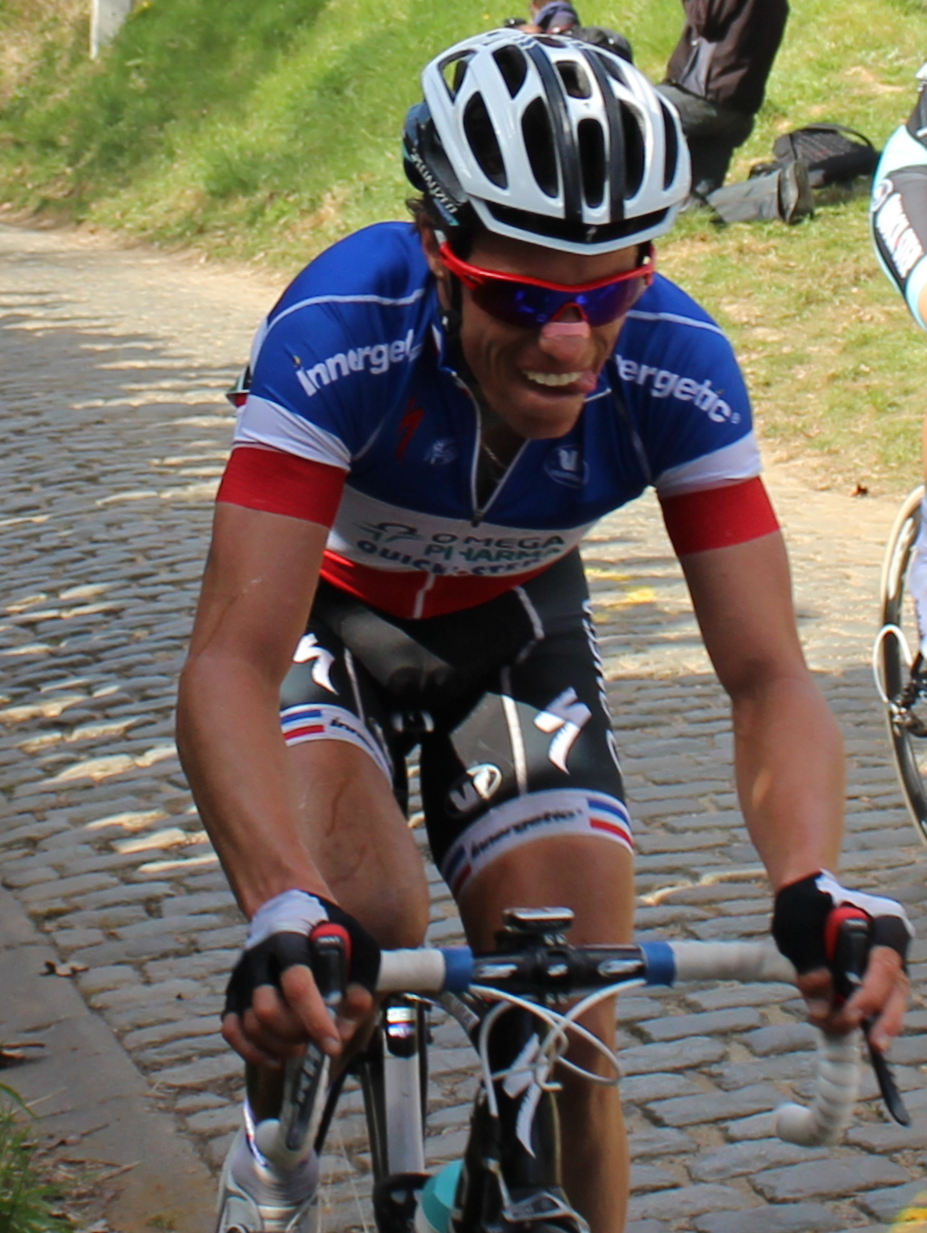
Sylvain Chavanel, Ronde van Vlaanderen 2012

1913 · 
1914 · 
1915 · 
1916 · 
1917 · 
1918 · 
1919 · 
1920 · 
1921 · 
1922 · 
1923 · 
1924 · 
1925 · 
1926 · 
1927 · 
1928 · 
1929 · 
1930 · 
1931 · 
1932 · 
1933 · 
1934 · 
1935 · 
1936 · 
1937 · 
1938 · 
1939 · 
1940 · 
1941 · 
1942 · 
1943 · 
1944 · 
1945 · 
1946 · 
1947 · 
1948 · 
1949 · 
1950 · 
1951 · 
1952 · 
1953 · 
1954 · 
1955 · 
1956 · 
1957 · 
1958 · 
1959 · 
1960 · 
1961 · 
1962 · 
1963 · 
1964 · 
1965 · 
1966 · 
1967 · 
1968 · 
1969 · 
1970 · 
1971 · 
1972 · 
1973 · 
1974 · 
1975 · 
1976 · 
1977 · 
1978 · 
1979 · 
1980 · 
1981 · 
1982 · 
1983 · 
1984 · 
1985 · 
1986 · 
1987 · 
1988 · 
1989 · 
1990 · 
1991 · 
1992 · 
1993 · 
1994 · 
1995 · 
1996 · 
1997 · 
1998 · 
1999 · 
2000 · 
2001 · 
2002 · 
2003 · 
2004 · 
2005 · 
2006 · 
2007 · 
2008 · 
2009 · 
2010 · 
2011 · 
2012 · 
2013 · 
2014 · 
2015 · 
2016 · 
2017 · 
2018 · 
2019 · 
2020 · 
2021 · 
2022 · 
2023 · 
2024
Lijst van beklimmingen